# مردم همونگ
مردم همونگ (انگلیسی: Hmong people) یک گروه قومی اهل مناطق کوهستانی جمهوری خلق چین، ویتنام، لائوس، و تایلند هستند. همونگ‌ها در زمرهٔ زیرگروه قومیت میائو در جنوب چین هستند. گروه‌های همونگ تدریجاً در قرن ۱۸ به دلیل ناآرامی سیاسی و وجود زمینهای قابل کشت بیشتر به سوی جنوب مهاجرت کردند.
فرانسه و ایالات متحده آمریکا حین جنگ‌های اول و دوم هندوچین، هزاران تن از مردم همونگ در لائوس را به منظور جنگ علیه نیروهای ویتنام شمالی و جنوبی و شورشیان کمونیست پاتت لائو حین جنگ ویتنام و جنگ داخلی لائوس اجیر کردند. هزاران تن از آوارگان همونگ به منظور کسب پناهندگی سیاسی به تایلند گریختند. هزاران تن از این آوارگان از اواخر دهه ۱۹۷۰ در کشورهای غربی، بیش از همه در ایالات متحده آمریکا و همچنین در کانادا، و آمریکای جنوبی اقامت کردند. دیگران در چارچوب برنامه‌های سازمان ملل به لائوس برگشتند.